# Rútil (cognom romà)
Rútil (llatí: Rutĭlus) fou un cognom romà usat per diverses gens, però especialment estès en la gens Nàucia. Prové de l'adjectiu llatí rutĭlus 'vermell ardent', 'roig', i segurament aparegué com a agnomen d'un personatge roig de cabells. El nom de la gens Rutília deriva del mateix adjectiu.
Entre els que el portaren hi ha els següents personatges:
- Gens Nàucia:
  - Espuri Nauci Rútil (cònsol 488 aC)
  - Gai Nauci Rútil (cònsol 475 aC)
  - Espuri Nauci Rútil (tribú consular 424 aC)
  - Espuri Nauci Rútil (tribú consular 419 aC)
  - Gai Nauci Rútil (cònsol 411 aC)
  - Espuri Nauci Rútil (cònsol 316 aC)
  - Gai Nauci Rútil (cònsol 287 aC)
  - Espuri Nauci Rútil (militar)
- Gens Màrcia:
  - Gai Marci Rútil
  - Gai Marci Rútil Censorí, fill de l'anterior
- Gens Virgínia:
  - Tit Virgini Tricost Rútil
  - Pròcul Virgini Tricost Rútil, germà de l'anterior
  - Aulus Vergini Tricost Rútil, fill de l'anterior
- Altres gens
  - Publi Corneli Rútil Cos
  - Gai Semproni Rútil